# Чадър Лунга
Чадър Лунга (на румънски: Ceadîr-Lunga, на гагаузки: Çadır-Lunga; на руски: Чадыр-Лунга) е град в автономния район Гагаузия в Южна Молдова.

## История
Градът е основан от българи и гагаузи, преселници от българските земи по време на Руско-турските войни. През 1819 година свещеникът Захарий Чакир открива в Чадър Лунга първото българско училище в Бесарабия. До 1958 година е бил село от градски тип. Историко-краеведският музей в града е открит на 14 април 1969 година.

## Население
Населението му през 2006 година е 23 600 души. Ежедневните езици на общуване са руски, български, гагаузски. Румънският език все още не се приема широко от населението. До „перестройката“ градът наброява 32 000 души, районният вестник „Знаме“ излиза с внушителен тираж от 18 – 19 хил. екземпляра. Чадър Лунга е вторият по големина град в Гагаузия.

### Етнически състав
19 401 (2004):
- 14 294 – гагаузи (73,68 %)
- 1552 – руснаци (8,0 %)
- 1510 – българи (7,78 %)
- 951 – украинци (4,9 %)
- 734 – молдовани (3,77 %)
- 166 – цигани
- 8 – поляци
- 7 – евреи
- 179 – други националности

## Икономика
Промишлени предприятия: килимена фабрика, основана през 1946 г. Предприятието наброява 105 ръчни вертикални стана. В цеховете работят над 500 души. Продукцията се е изнасяла за Германия, Япония, Англия. Тютюно-преработвателен завод, хлебозавод (с капацитетни възможности до 14 тона различния изделия за смяна) винзавод, Завод за електротермично оборудване (ЗЭТО). До 1982-1983 г. в завода се произвежда специално оборудване в т.ч. и за космическата промишленост, месокомбинат и други по-малки частни предприятия.

## Култура
Архитектура: едноетажни и двуетажни къщи. След перестройката се забелязва тенденция към високоетажно строителство.
Вероизповедание: В града има две действуващи православни и една евангелистка църкви.
Улиците(2009 г.) все още носят съветските имена: „Им. Ленина“, „Комсомольская“ и др.
На централния площад в града се извисява величествената фигура на В.И Ленин със сочеща дясна ръка към прекрасното бъдеще.
От няколко години в града действа женски манастир, наброяващ около десетина монахини. Матушката Елизавета е от гагаузски произход.

## Побратимени градове
- Серпухов, Русия
- Речица, Беларус
- Добруш, Беларус
- Солигорск, Беларус

## Галерия
- Изглед на града от женския манастир
- Дом на културата и паметник на Михаилу Чакиру